# L'arxiu cors
L'arxiu cors  (títol original: L'Enquête corse ) és una pel·lícula francesa dirigida per Alain Berberian, rodada l'any 2003 i estrenada l'any 2004. El film és una adaptació del còmic homònim de la sèrie « Jack Palmer » de René Pétillon. Ha estat doblada al català.

## Argument
El detectiu Jack Palmer (Christian Clavier) té com a missió impossible trobar Ange Léoni (Jean Reno), un capitost independentista investigat per totes les policies de França, a Còrsega per tal de lliurar-li un títol de propietat per una herència. Això sembla una minúcia per a Jack Palmer, acostumat a missions infinitament més delicades. Però tan aviat com arriba a l'anomenada “Illa de la Bellesa” (Còrsega), la minúcia es converteix en una maledicció de malson. Vigilat per desconeguts a través de binoculars mentre investiga el cas, Palmer es frustra per les poques ganes de parlar dels vilatans, infinites rondes de beguda en la taverna local, separatistes que el segresten, policies que l'emmanillen per error, un cotxe que explota en mil trossos... i pel misteriós Ange Leoni, que concerta cites secretes amb ell però mai apareix.

## Repartiment
- Christian Clavier: Rémi François, anomenat « Jack Palmer »
- Jean Reno: Ange Leoni
- Caterina Murino: Léa Leoni
- Didier Flamand: « Mestre » Dargent
- Juliette Poissonnier: Senyoreta Brêche
- Pierre Salasca: Matéo
- Pido (de nom real Éric Fraticelli): Figoli (« el piaf »)
- Alain Maratrat: De Vlaminck
- François Orsoni: Balducci
- Nathanaël Maïni: Grappa
- Albert Dray: el capità de la gendarmeria
- Daniel Delorme: Dumè
- François Berlinghi: l'amo del cafè Rossignoli
- Guy Cimino: Borgnoli
- Marie-Àngel Geronimi: Lucia
- Jo Fondacci: Diazep
- Philippe Guerrini: el marsellès
- Elisabeth Kaza: Josepha
- Tzek: Bruno
- Jean-François Perrone: independentista reunió
- Jean-Emmanuel Pagni: independentista cors Nazionale
- Christian Gautier: el gendarme
- Xavier de Guillebon: el propietari de la Vil·la Pinzuta
- Nathalie Krebs: la propietària de la Vil·la Pinzuta
- Nicolas Guy: el gendarme radar 1
- Olga Sékulic: la gendarme radar
- Didier Ferrari: Pierrot, l'amo de l'hotel
- Corinne Ciancioni: la farmacèutica
- Robert Lucibello: Pruzzati
- Laurent Barbolosi: l'amo del cafè Borracciu
- Vincent Solignac: el cònsol de Bèlgica
- Dominique Vincenti: el cantant del Pinotxo
- Jeanne de Sailly: Anna Maria
- Gaspard de Sailly: Sanpierro
- Marc Vadé: fals turista port n°2
- Raymond Acquaviva: l'advocat de l'acusació
- Michel Bailly: un gendarme

## Al voltant de la pel·lícula
- L'escena del procés va ser rodada a l'ajuntament de Vincennes.
- L'escena inicial va ser rodada al Port Vell de Bastia.
- Algunes de les escenes que se suposa que representen Ajaccio han estat de fet rodades a l'Illa-Rousse.[3]
- La qüestió de la violència (« Es condemna la violència però no els autors » diuen els nacionalistes del film) i dels tripijocs és tractada de manera bon nen[Cal aclariment]
 com a Astérix. El to queda prou allunyat del dels dibuixos, sobretot el personatge de Jack Palmer
- Alain Berberian s'envolta d'un gran nombre d'actors corsos, com Eric Fraticelli i Jacques Leporati que formen el duo cors Tzek i Pido, però igualment d'actors del grup de teatre U Teatriunu, com Guy Cimino, Marie-Ange Geronimi, Daniel Delorme, Jo Fondacci o François Berlinghi, actors en moltes peces de teatre en llengua corsa i francesa, però igualment a l'obra de la sèrie A Famiglia Pastasciù o la sèrie U Casalone a France 3 Via Stella. Però es troben igualment actors de la tropa de teatre Neneka, com François Orsoni.